# Galindo y Perahuy
Galindo y Perahuy település Spanyolországban, Salamanca tartományban. Galindo y Perahuy Doñinos de Salamanca, Carrascal de Barregas, Calzada de Don Diego, Barbadillo, Rollán, Parada de Arriba és San Pedro de Rozados községekkel határos. Lakosainak száma 704 fő (2024).

## Népesség
A település népessége az elmúlt években az alábbi módon változott:
| Lakosok száma | 395  | 494  | 623  | 710  | 733  | 714  | 703  | 684  | 659  | 704  |
|               | 2001 | 2004 | 2007 | 2009 | 2012 | 2014 | 2017 | 2019 | 2022 | 2024 |